# Гуарамирин
Гуарамирин (порт. Guaramirim)  —  муниципалитет в Бразилии, входит в штат Санта-Катарина. Составная часть мезорегиона Север штата Санта-Катарина. Входит в экономико-статистический  микрорегион Жоинвилли. Население составляет 30 481 человек на 2006 год. Занимает площадь 268,119 км². Плотность населения — 113,7 чел./км².

## История
Город основан 28 августа 1949 года. 

## Статистика
- Валовой внутренний продукт на 2003 составляет 339.426.717,00 реалов (данные: Бразильский институт географии и статистики).
- Валовой внутренний продукт на душу населения на 2003 составляет 12.046,23 реалов (данные: Бразильский институт географии и статистики).
- Индекс развития человеческого потенциала на 2000 составляет 0,822 (данные: Программа развития ООН).

## География
Климат местности: тропический.